# سینمای آسیا

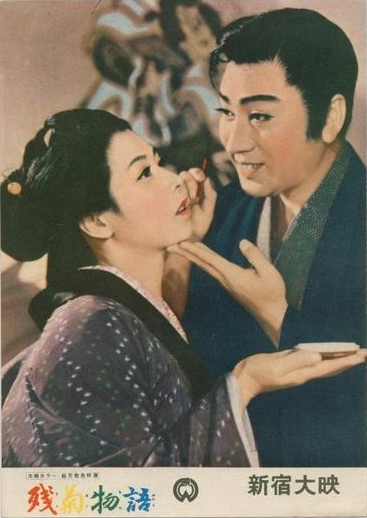
نمونه‌ای از سینمای ژاپن

سینمای آسیا (انگلیسی: Cinema of Asia) صنایع فیلم‌سازی و فیلم‌های تولید شده در قاره آسیا را گویند که گاهی سینمای شرقی هم گفته می‌شود. با این همه اغلب، این اصطلاح، به سینمای آسیای جنوبی، سینمای آسیای غربی، سینمای آسیای شرقی، سینمای آسیای جنوب شرقی و سینمای آسیای مرکزی گفته می‌شود. بر این اساس  سینمای آسیای جنوبی به عنوان بخشی از سینمای خاورمیانه به همراه سینمای مصر طبقه‌بندی می‌شود. سینمای آسیای مرکزی هم اغلب یا با سینمای خاورمیانه دسته‌بندی شده یا مانند گذشته بخشی از سینمای شوروی طبقه‌بندی می‌شود. شمال آسیا هم که شامل سینمای روسیه و سیبری است، عموماً بخشی از سینمای اروپا در نظر گرفته می‌شود.
سینمای آسیای شرقی با سینمای ژاپن، چین، هنگ کنگ، تایوان و سینمای کره جنوبی شناخته می‌شود که البته شامل صنعت انیمه ژاپن و سینمای اکشن هنگ کنگ هم می‌شود. سینمای آسیای جنوب شرقی با سینمای فیلیپین، تایلند، اندونزی و دیگر کشورهای آسیای جنوب شرقی شناخته می‌شود. سینمای غرب آسیا با سینمای ایران، ترکیه، سینمای کشورهای عربی و یهودی شناخته می‌شود. سینمای آسیای جنوبی هم شامل سینمای هند، پاکستان و سینمای بنگلادش است.